# Antonio Luna Rodríguez
Antonio Manuel Luna Rodríguez (Son Servera, 17 de março de 1991) é um futebolista espanhol que atua como lateral-esquerdo. Atualmente defende o Dinamo Bucureşti.

## Carreira
Antonio Luna Rodríguez começou a carreira no Sevilla. 